# ديف ولفيرتون
ديف ولفيرتون (بالإنجليزية: Dave Wolverton)‏ (15 مايو 1957، سبرينغفيلد في الولايات المتحدة)؛ كاتب وروائي أمريكي.

## روابط خارجية
- ديف ولفيرتون على موقع ميوزك برينز (الإنجليزية)
- ديف ولفيرتون على موقع ميوزك برينز (الإنجليزية)